# مجموعة ميثوكسي

بنية مجموعة ميثوكسي.

مجموعة الميثوكسي في الكيمياء العضوية هي مجموعة وظيفية تتألف بنيوياً من مجموعة ميثيل مرتبطة برابطة تساهمية أحادية مع ذرة أكسجين، بحيث يكون لها الصيغة العامة -CH3-O.
تعد مجموعة الميثوكسي وفق معادلة هاميت من المجموعات المانحة للإلكترونات. من الأمثلة على المركبات الحاوية على مجموعة ميثوكسي في بنيتها مركب الأنيسول والفانيلين. عندما تتصل مجموعة ميثوكسي مع فلز تدعى المجموعة حينها ميثوكسيد.